# Phyciodes orsa
Phyciodes orsa är en fjärilsart som beskrevs av Jean Baptiste Boisduval 1869. Phyciodes orsa ingår i släktet Phyciodes och familjen praktfjärilar. Inga underarter finns listade i Catalogue of Life.